# Mos (musik)
Mos i ett musikstycke är ett parti, vanligen i slutet, där musikerna mest väsnas, och som vanligen följs av ett avslag.
Exempel på varianter är blåsmos, pysmos och växmos.